# ジョヴァンニ・ドメニコ・ティエポロ
ジョヴァンニ・ドメニコ・ティエポロ または ジャンドメニコ・ティエポロ（Giovanni Domenico Tiepolo または Giandomenico Tiepolo、1727年8月30日 - 1804年3月3日）は、イタリアの画家である。

## 略歴
ヴェネツィアで有名な画家ジョヴァンニ・バッティスタ・ティエポロの息子に生まれた。弟に画家になるロレンツォ・ティエポロ(Lorenzo Tiepolo: 1736-1776)がいて、母親は画家のドメニコ・グアルディ(Domenico Guardi : 1678-1716)の娘で画家のフランチェスコ・グアルディは叔父にあたる。
13歳で父親の工房で働き始め、19歳の時にはサン・ポーロ教会(Chiesa di San Polo)の教区司祭の依頼で、十字架の道の祈祷画(Stazioni della Via Crucis)を描き、1748年と1749年の間にその14点の作品を版画にもした。1748年にはヴェネツィアの教会(Chiesa di San Francesco di Paola)の装飾画も描いた。
1750年の終わりから1753年の間は父親と弟とバイエルンのヴュルツブルクで司教領主、Karl Philipp von Greiffenklauの邸の装飾画を描いた。ヴェネツィアに戻るとピエトロ・ロンギやフランチェスコ・グアルディの工房でも働いた。
1754年と1755年の間、ロンバルディアのブレシアの教会(chiesa dei Santi Faustino e Giovita)の大きな壁画を描き、1757年にヴィチェンツァのヴァルマラーナ・アイ・ナーニ邸(Villa Valmarana "Ai Nani")の装飾の仕事を父親とした。1759年からZianigoのティエポロ邸(Villa Tiepolo)の装飾を始めた。この頃、ウーディネでも働いた。1761年にストラのVilla Pisaniの壁画を描き、1762年にカルロス3世にマドリードに父親と招かれ、王宮の装飾画を描くなどの仕事をした。1770年に父親が亡くなると、ジョヴァンニ・ドメニコ・ティエポロはヴェネツィアに戻るが、弟のロレンツォ・ティエポロはマドリードに残り、1776年にマドリードで亡くなった。
1772年にヴェネツィア美術アカデミーの教師(maestro)に任じられ、1783年に校長になった。その後もヴェネツィアのPalazzo Contariniや Zianigoのティエポロ邸の壁画を描いた。ヴェネツィアで1804年に没した。

## 作品

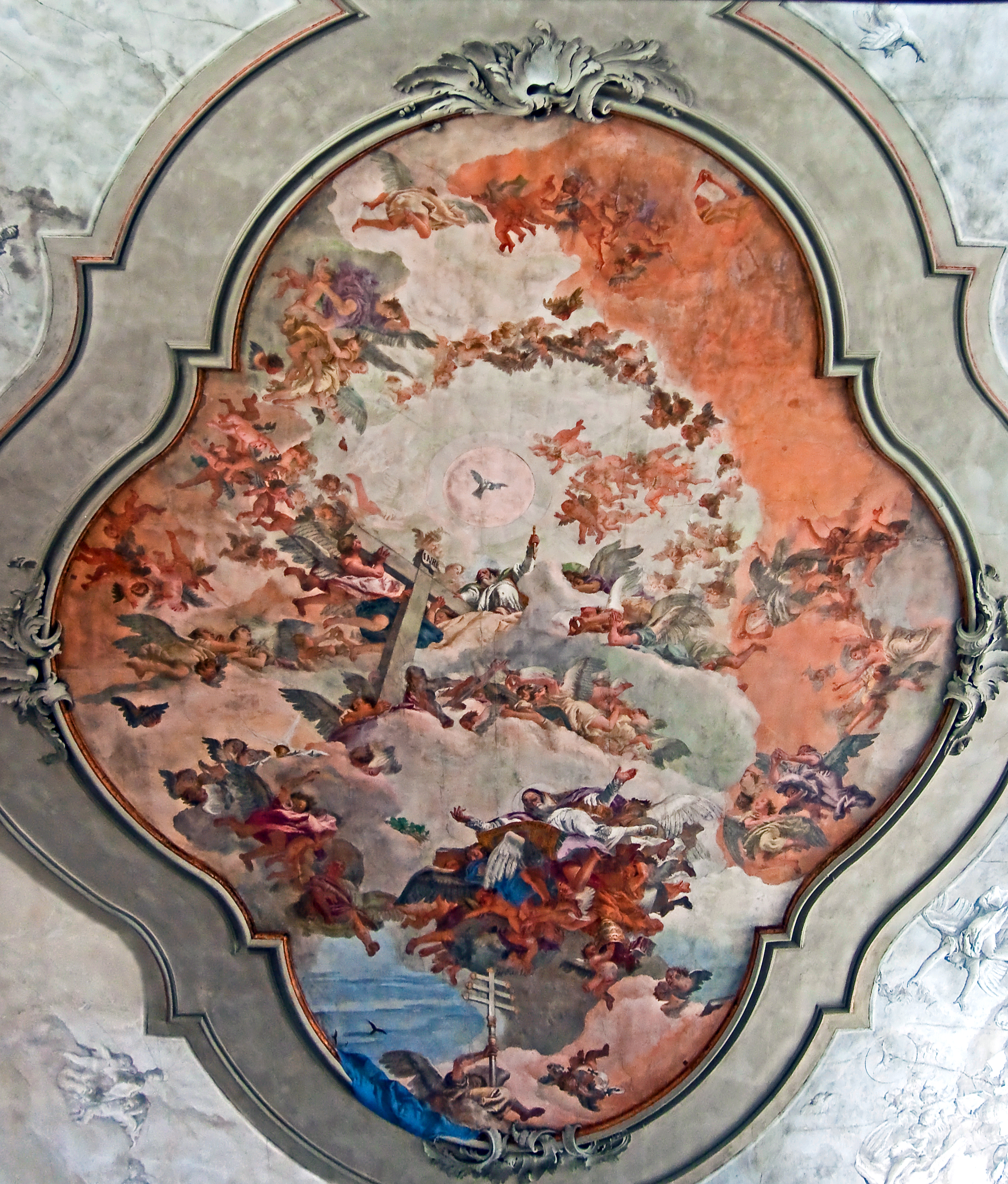
Chiesa di San Lioの天井画
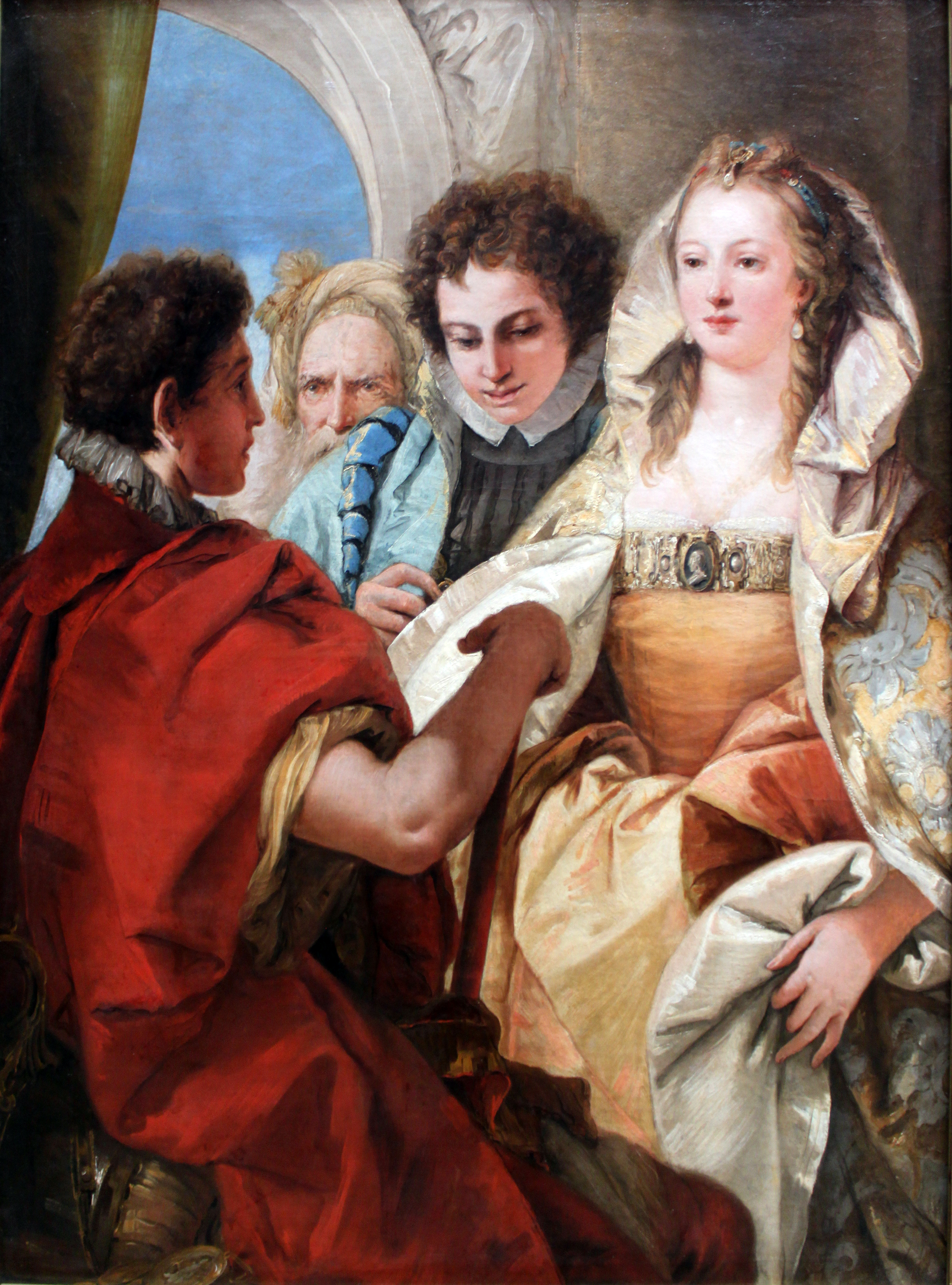
スキピオの自制 (1751) シュテーデル美術館蔵
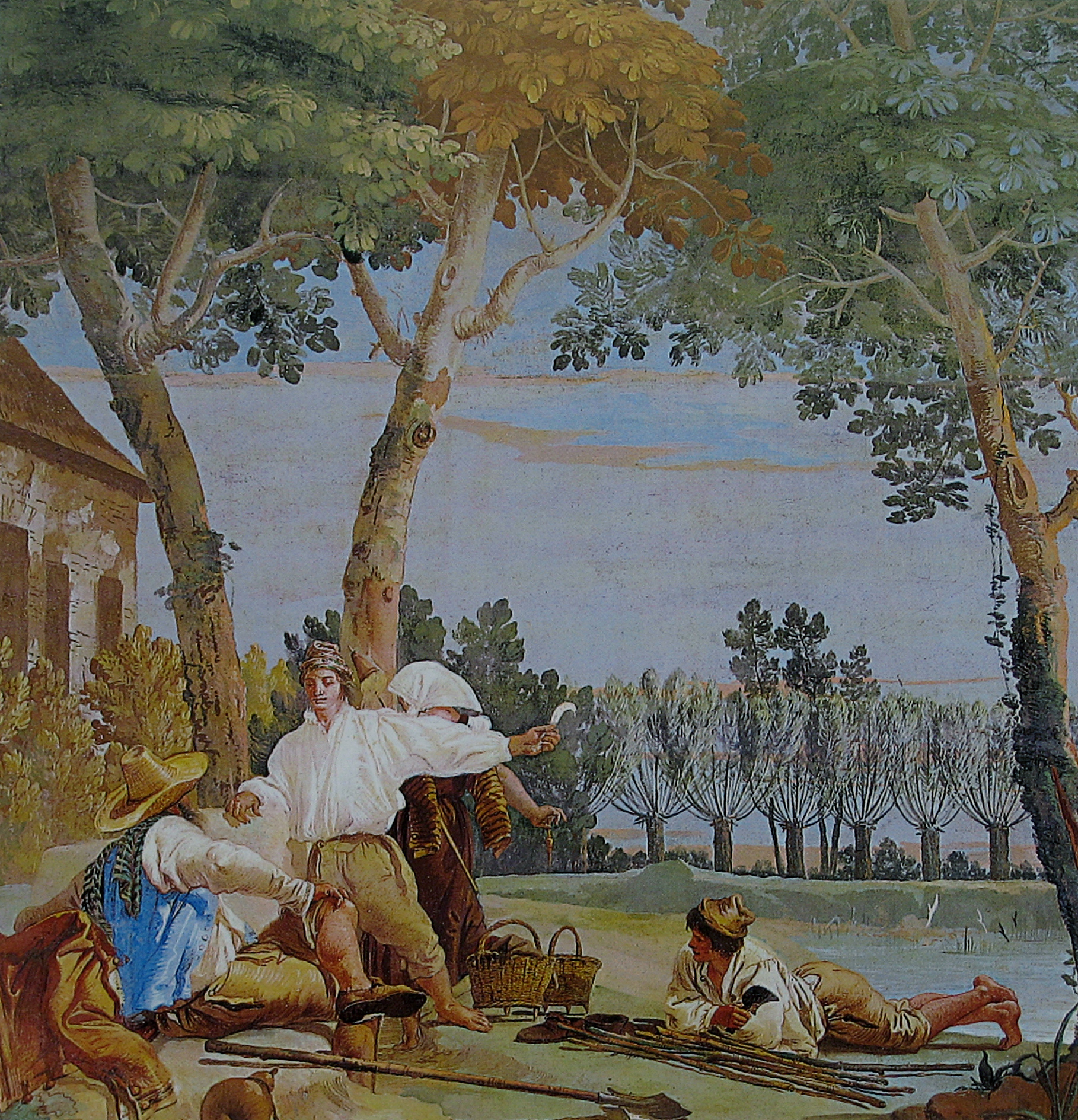
休息する農夫 (1757) Villa Valmarana ai Nani蔵
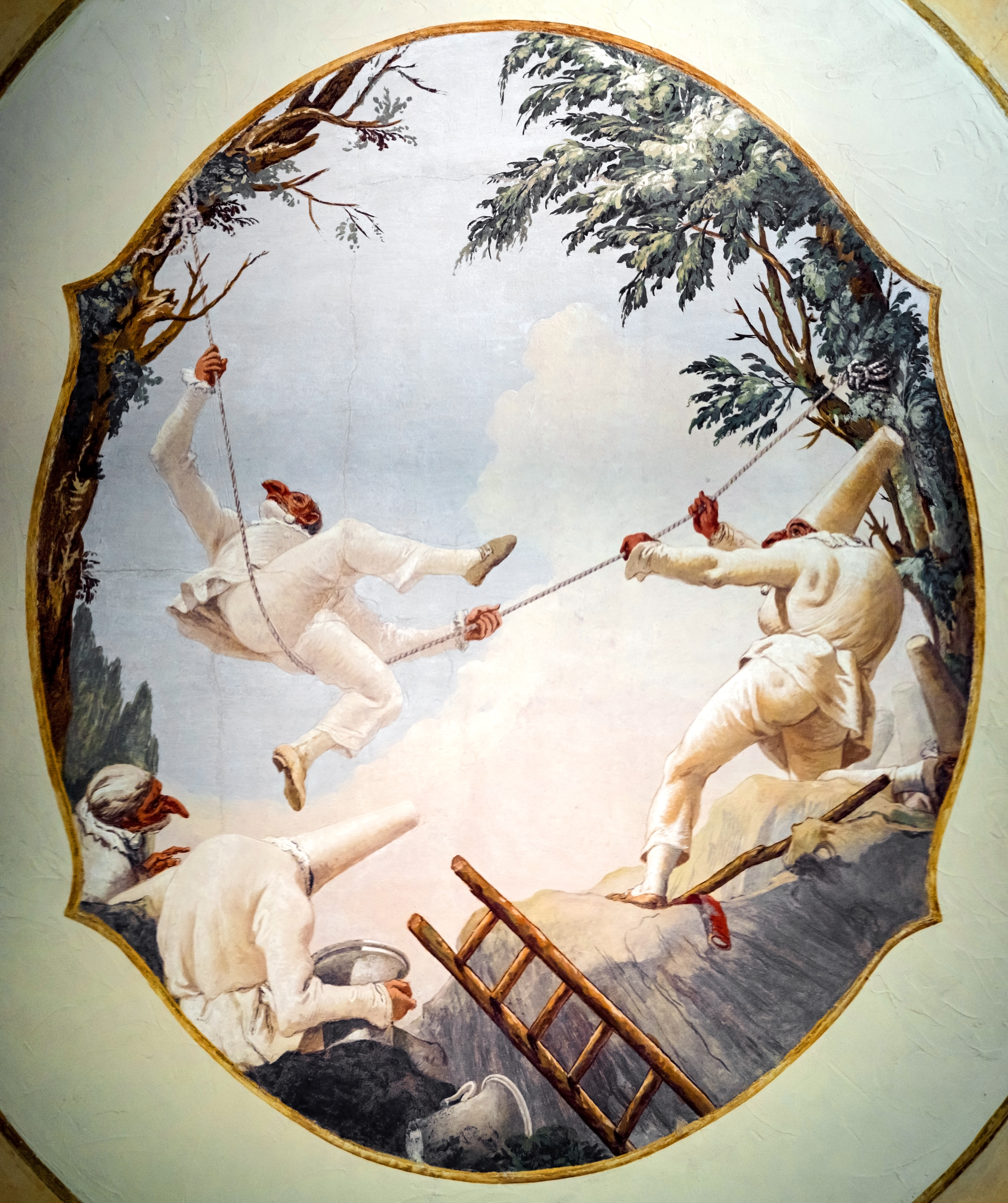
Altalena dei pulcinelli (1793) カ・レッツォーニコ蔵

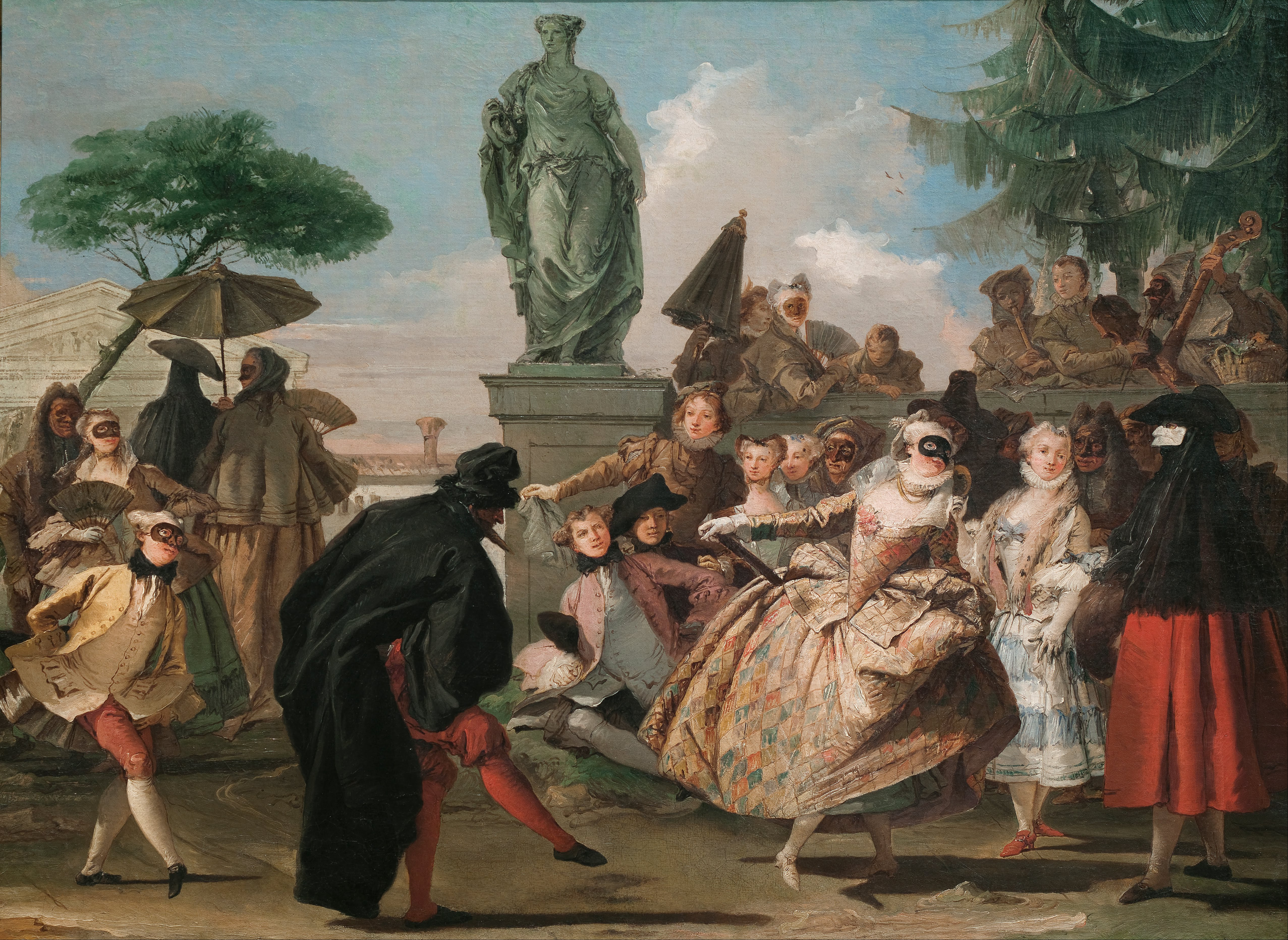
メヌエット(舞踏) (1756) カタルーニャ美術館蔵
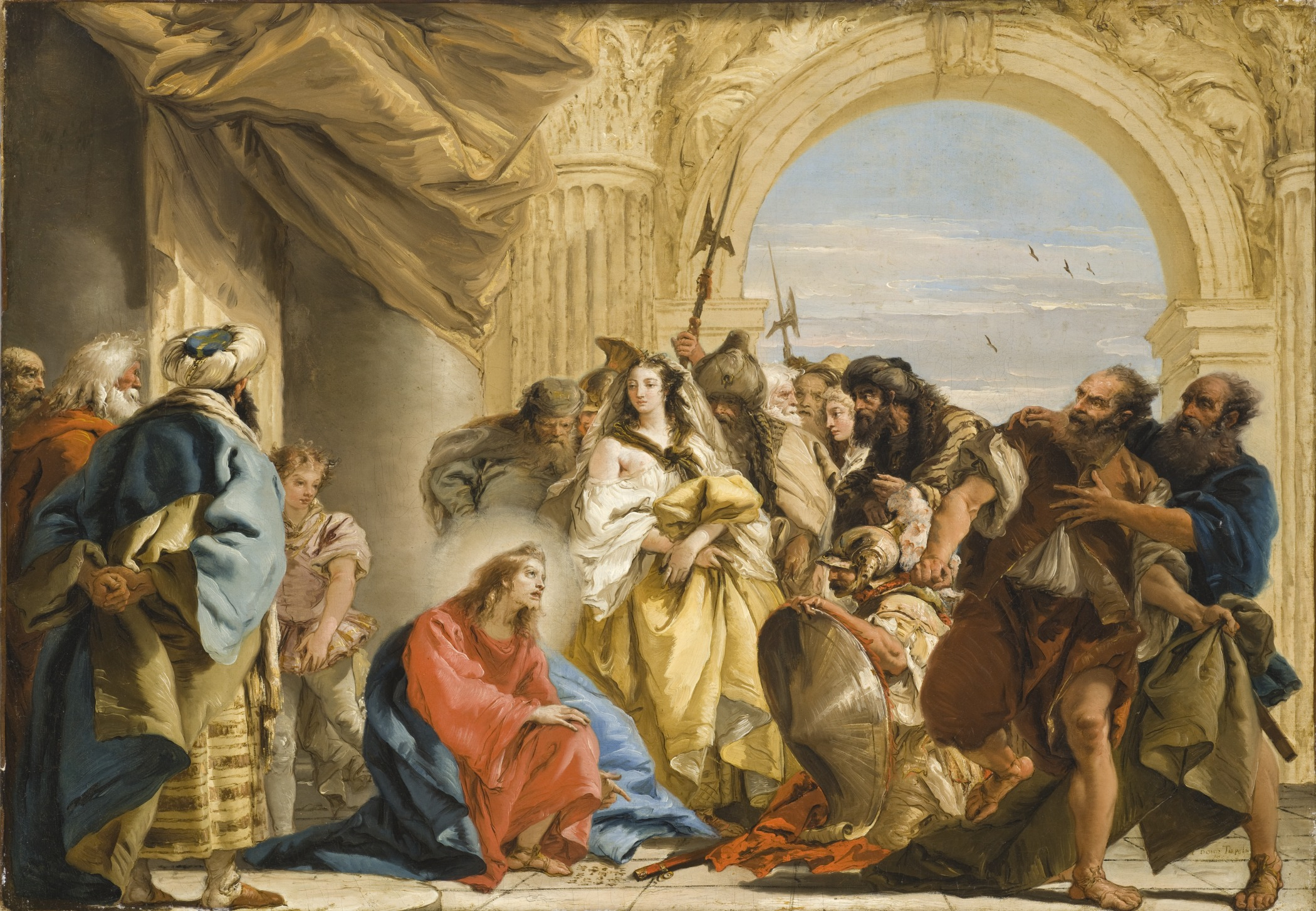
キリストと姦淫の女 (1752) ロサンゼルス・カウンティ美術館蔵
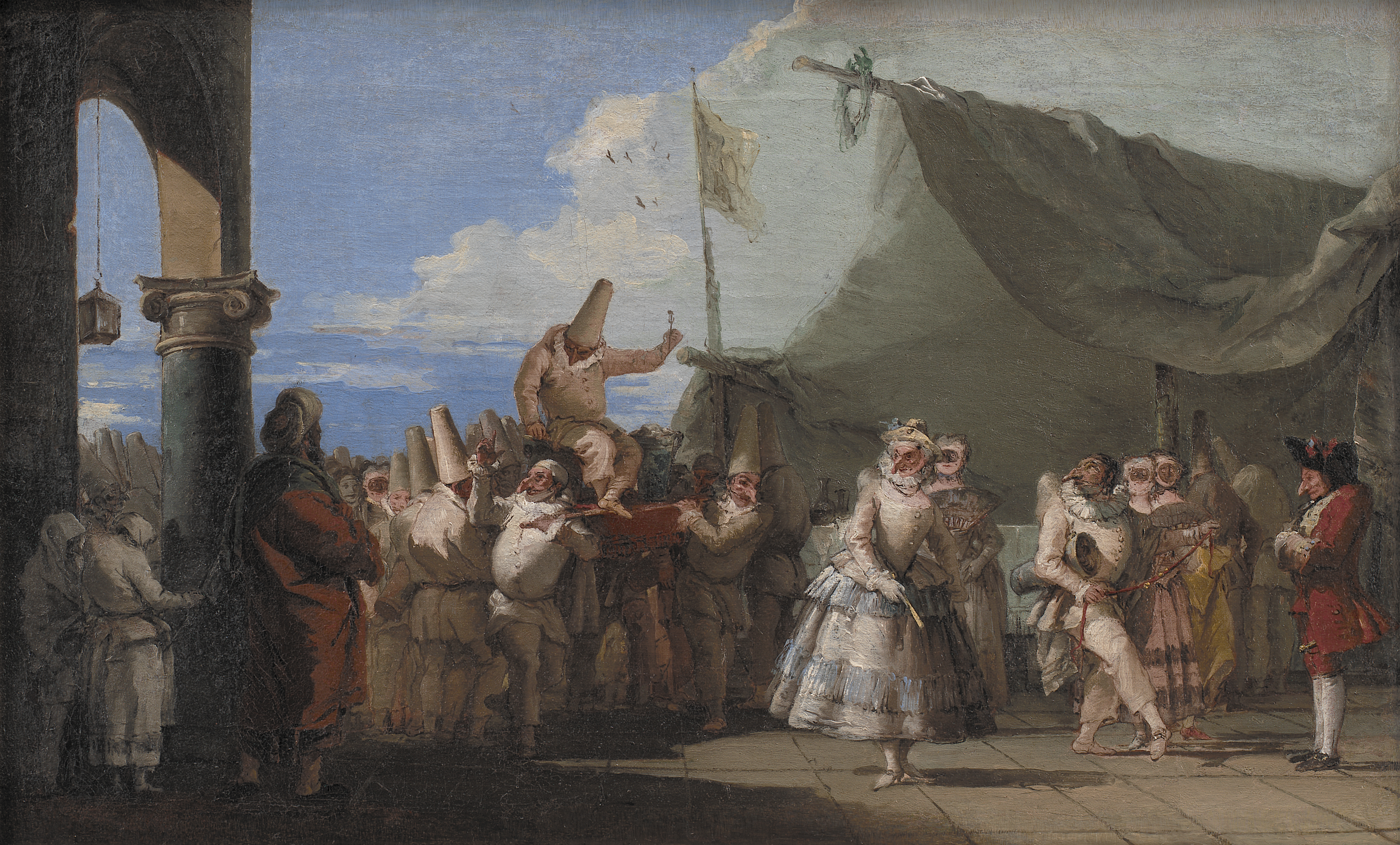
プルチネッラの勝利 (1760/1770) コペンハーゲン国立美術館蔵
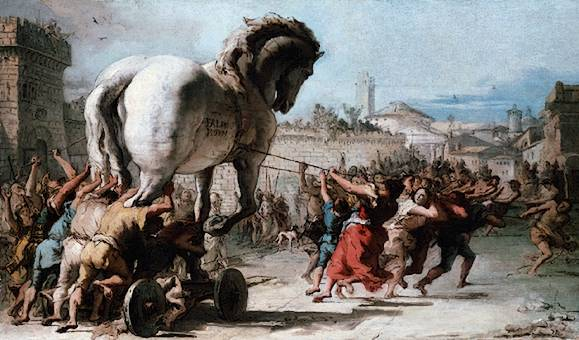
トロイの木馬の行列 (1760) ナショナル・ギャラリー蔵